# Politique aux îles Caïmans

Blason des îles Caïmans.

La politique aux îles Caïmans, territoire britannique d'outre-mer, se déroule dans le cadre d'une démocratie représentative parlementaire. 

## Branche législative

### Mode de scrutin
Le parlement est monocaméral. Son unique chambre, l'Assemblée législative, est composée de 21 députés dont 19 sont élus pour 4 ans selon un mode de scrutin plurinominal majoritaire dans 6 circonscriptions qui comportent entre 1 et 4 sièges. Les habitants votent pour autant de candidats qu'il y a de sièges dans leur circonscription, et ceux ayant réuni le plus de suffrages sont déclarés élus. Les deux derniers membres du parlement sont nommés par le gouvernement.

### Élections législatives
Aux élections du 14 avril 2021, le Mouvement progressiste du peuple (PPM) d'Alden McLaughlin remporte 7 des 19 sièges élus du Parlement (soit un résultat identique aux élections de 2017), cependant que les 12 autres sièges reviennent à des indépendants.

## Branche exécutive
Les îles font partie de la Couronne britannique et le roi Charles III du Royaume-Uni en est nominalement chef de l'État. Il est représenté par un gouverneur. Un Premier ministre est choisi par le parlement pour diriger le gouvernement.